# Cantone di Villecresnes
Il Cantone di Villecresnes era una divisione amministrativa dell'arrondissement di Créteil.
È stato soppresso a seguito della riforma complessiva dei cantoni del 2014, che è entrata in vigore con le elezioni dipartimentali del 2015.
Comprendeva i comuni di:
- Mandres-les-Roses
- Marolles-en-Brie
- Périgny
- Santeny
- Villecresnes